# New Salem (Pennsilvània)
New Salem és una població dels Estats Units a l'estat de Pennsilvània. Segons el cens del 2000 tenia 648 habitants.

## Demografia
Segons el cens del 2000, New Salem tenia 648 habitants, 258 habitatges, i 198 famílies. La densitat de població era de 556 habitants/km².
Dels 258 habitatges en un 29,8% hi vivien nens de menys de 18 anys, en un 66,3% hi vivien parelles casades, en un 8,5% dones solteres, i en un 22,9% no eren unitats familiars. En el 19% dels habitatges hi vivien persones soles el 9,7% de les quals corresponia a persones de 65 anys o més que vivien soles. El nombre mitjà de persones vivint en cada habitatge era de 2,51 i el nombre mitjà de persones que vivien en cada família era de 2,79.
Per edats la població es repartia de la següent manera: un 22,8% tenia menys de 18 anys, un 5,4% entre 18 i 24, un 29,2% entre 25 i 44, un 25,8% de 45 a 60 i un 16,8% 65 anys o més.
L'edat mediana era de 41 anys. Per cada 100 dones de 18 o més anys hi havia 96,9 homes.
La renda mediana per habitatge era de 51.944 $ i la renda mediana per família de 53.295 $. Els homes tenien una renda mediana de 39.028 $ mentre que les dones 22.321 $. La renda per capita de la població era de 18.802 $. Entorn del 3,7% de les famílies i el 3,9% de la població estaven per davall del llindar de pobresa.

## Poblacions més properes
El següent diagrama mostra les poblacions més properes.